# 1860 (film)
Pour l'année 1860, voir 1860.
Pour plus de détails, voir Fiche technique et Distribution.
1860 est un film historique et dramatique italien réalisé par Alessandro Blasetti, sorti en 1934. Le scénario, tiré du roman de Gino Mazzucchi La processione incontro a Garibaldi, a été coécrit par le réalisateur et le romancier.
Le film raconte la lutte pour la liberté menée en Italie par Garibaldi.

## Le film dans l'histoire du cinéma

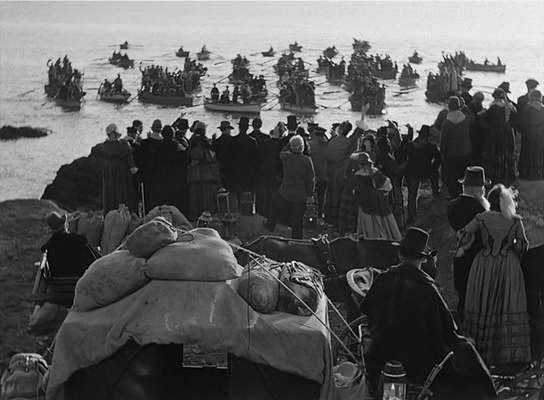
Le départ des Mille.

Le film présage le néoréalisme italien en ce sens qu'il a été tourné entièrement en décors naturels. En outre, alors que la plupart des épopées historiques de l'époque faisaient appel à des vedettes réputées pour interpréter les grands personnages historiques, le réalisateur de 1860 confie les deux rôles principaux à de parfaits inconnus dont se sera d'ailleurs la seule apparition au grand écran. De plus, contrairement aux productions contemporaines au film, le scénario met au premier plan un personnage quasi inconnu, un patriote cherchant à obtenir l'aide de Giuseppe Garibaldi. Ce film illustre comment un homme ordinaire peut jouer un rôle dans la grande Histoire. Fait exceptionnel pour l'époque, des acteurs non-professionnels jouent dans le film, ce qui est également un élément clé du néoréalisme italien.

## Synopsis

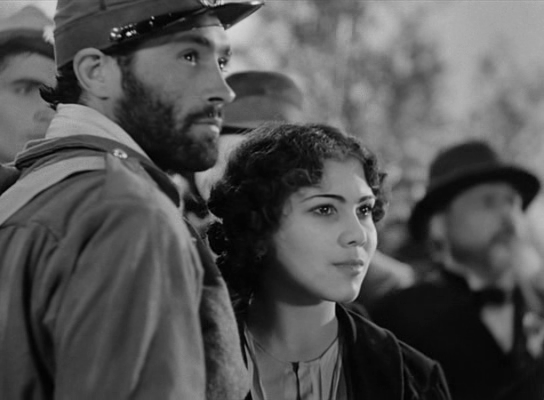
Carmeliddu et Gesuzza

Sicile, 1860. Dans l'attente de l'arrivée annoncée du libérateur Giuseppe Garibaldi, les insurgés des campagnes siciliennes subissent la dure répression de l'armée des Bourbons. Le bandit Carmeniddu est envoyé sur le continent par les autres habitants de son village pour rencontrer le colonel Giacinto Carini (it). Celui-ci avait participé à la révolution sicilienne de 1848 et se trouve à présent avec Garibaldi à Gênes pour demander une intervention dont le retard pourrait être fatal aux rebelles. Il doit donc abandonner sa bien-aimée Gesuzza. En son absence, celle-ci est capturée et risque d'être fusillée, n'ayant qu'un sursis à la suite d'une amnistie royale.
Carmeliddu rejoint Civitavecchia après à un voyage difficile en mer qu'il poursuit par train vers Gênes, rencontrant des personnes qui soutiennent des positions différentes sur la situation politique italienne et qui lui permettent de découvrir l'existence d'un vaste débat qu'il ignorait jusqu'à présent. Arrivé à destination, il rencontre Carini et assiste, impuissant et avec une peur croissante, aux difficultés du montage de l'expédition militaire, qui à un certain point semble même abandonnée.
Enfin, une fois les obstacles surmontés, le 5 mai, l'expédition des Mille part de Quarto dei mille. Sur les bateaux, avec Carmeliddu, il y a quelques-unes des personnes aux idées politiques différentes rencontrées pendant le voyage, qui se sont à présent décidées à l'action et réunies sous la conduite de Garibaldi.
Après le débarquement à Marsala, les Mille avancent rapidement en terre sicilienne et Carmeliddu réussit à rencontrer et à embrasser sa Gesuzza, saine et sauve, avant de participer à la victorieuse bataille de Calatafimi.

## Fiche technique
- Titre : 1860
  - Titre de travail : Garibaldi
  - Titre alternatif : Sicilia 1860
  - Titre de la réédition : I mille di Garibaldi
- Réalisateur : Alessandro Blasetti
- Producteur : Emilio Cecchi
- Scénaristes : Emilio Cecchi, Gino Mazzucchi, Alessandro Blasetti
- Musique : Nino Medin
- Cinématographie : Anchise Brizzi, Giulio De Luca
- Édition : Ignazio Ferronetti, Giacinto Solito, Alessandro Blasetti
- Studio : Società Italiana Cines
- Distributeur : Societa Anonima Stefano Pittaluga
- Année de sortie : 1934
- Durée : 80 minutes
- Pays de production:  Royaume d'Italie
- Couleurs : noir et blanc
- Langue : italien
- Date de sortie : 1934

## Distribution
- Giuseppe Gulino : Carmelo Trau (Carmeliddu)
- Aida Bellia : Rosuzza Trau (Gesuzza), la femme de Carmino
- Gianfranco Giachetti : le père Costanzo
- Mario Ferrari : le colonel Carini
- María Denis : Clelia
- Ugo Gracci : le successeur de Mazzini
- Vasco Creti : le croyant en l'autonomie
- Totò Majorana : le père de Rosuzza
- Otello Toso : un soldat piémontais
- Laura Nucci : une sicilienne incarcérée
- Cesare Zoppetti : le successeur de Gioberti
- Umberto Sacripante : un patriote au Caffe della Marina
- Andrea Checchi : un autre soldat
- Luigi Erminio D'Olivo : un autre patriote au Caffe della Marina
- Amedeo Trilli : un citoyen sicilien
- Turi Pandolfini : un autre citoyen sicilien
- Arcangelo Aversa : Nino Bixio
- Nello Carotenuto

## Production et réalisation
Le film a été produit avec un budget de 1,18 million de lires, budget considérable pour l'époque.
Pour la réalisation du film, Alessandro Blasetti a déclaré avoir été influencé par le cinéma soviétique[Où ?].